# Diapetimorpha v-album
Diapetimorpha v-album är en stekelart som först beskrevs av Taschenberg 1876.  Diapetimorpha v-album ingår i släktet Diapetimorpha och familjen brokparasitsteklar. Inga underarter finns listade i Catalogue of Life.